# Тоню Цанев
Тоню Цанев е български художник, живописец.

## Биография
Роден е на 14 февруари 1951 г. в село Гранит, област Стара Загора. През 1966 г. пристига в София и започва да учи в художествената гимназия, която завършва през 1970 г. Завършва университета във Велико Търново, специалност живопис през 1977 г. Работи като художник-аниматор в студиото за анимационни филми в продължение на 11 години. С живопис започва да се занимава късно в творческата си кариера. В картините му присъстват сюжети от селския бит и народни музикални инструменти. Ораганизира множество самостоятелни изложби в България и в чужбина.
През 2008 г. се завръща в родното си село и през 2018 г. открива единствения по рода си Музей на мотиката с около 100 експоната.